# Magozal
Magozal är en ort i Mexiko.   Den ligger i kommunen Chontla och delstaten Veracruz, i den sydöstra delen av landet, 270 km nordost om huvudstaden Mexico City. Magozal ligger 46 meter över havet och antalet invånare är 605.
Terrängen runt Magozal är platt. Runt Magozal är det glesbefolkat, med 11 invånare per kvadratkilometer. Närmaste större samhälle är Ozuluama, 16,9 km nordost om Magozal. Trakten runt Magozal består till största delen av jordbruksmark.